# حجت‌الله دمیاد
حجت‌الله دمیاد سیاستمدار اهل ایران در یکم آذر سال ۱۳۴۲ در شهر کرمانشاه، به دنیا آمد.

## تحصیلات
وی تحصیلات ابتدایی و متوسطه خود را در رشته علوم تجربی در کرمانشاه به پایان رساند و دارای مدرک کارشناسی جغرافیای سیاسی و کارشناسی ارشد حقوق عمومی و همچنین کارشناسی ارشدو دکتری جغرافیا گرایش بهسازی و نوسازی شهری است.

## فعالیت‌های اجتماعی
دوران نوجوانی و جوانی در محضر روحانیان کرمانشاه به ویژه آیت‌الله سید مرتضی نجومی در مسجد نواب کرمانشاه و همچنین مدتی در محضر آیت الله زرندی در مسجد موسی بن جعفر(ع) و دیگر بزرگان کرمانشاه بوده‌است و در جریان انقلاب اسلامی و دوران جنگ ایران و عراق نیز فعالیت کرده‌است.حجت الله دمیاد سابقه ی بیش از 70ماه حضور در جبهه را دارد.ایشان همچنین برادر شهید رسول الله دمیاد هستند مدرک

## گرایش سیاسی
.

## سوابق اجرایی
- استاندار کرمانشاه
- رئیس هیئت مدیره سازمان تامین اجتماعی
- پست معاونت وزیر کشور
- مشاور عالی وزیر کشور
- مدیر کل امنیتی وزارت کشور
- رئيس دبيرخانه شوراي امنيت كشور
- عضو هیئت مدیره سازمان تامین اجتماعی
- معاون سیاسی امنیتی استانداری کرمانشاه
- عضو کمیسیون رسیدگی به تخلفات وزارت کشور
- رئیس ستاد انتخابات در چندین دوره انتخابات ریاست جمهوری، مجلس شورای اسلامی و خبرگان و شورای شهر[۱][۲]